# بيتر موريسون (سياسي كندي)
بيتر موريسون هو محامي وسياسي كندي، ولد في 20 يناير 1822 في إدنبرة في المملكة المتحدة، وتوفي في 10 يونيو 1882 في تورونتو في كندا. انتخب عمدة تورونتو ‏ (1876 – 1878) وانتخب عضو مجلس العموم الكندي.